# أنطوان صفير
أنطوان صفيّر (بالفرنسية: Antoine Sfeir)‏ هو صحفي وأستاذ جامعي لبناني-فرنسي. وهو رئيس تحرير دورية «كراسات الشرق» وأستاذ جامعي في العلاقات الدولية في جامعة السوربون. توفي في 1 تشرين الأول (أكتوبر) 2018.